# Ржане
Ржа́не —  село в Україні, у Свеській селищній громаді Шосткинського району Сумської області. Населення становить 53 осіб. До 2020 орган місцевого самоврядування — Орлівська сільська рада.
Після ліквідації Ямпільського району 19 липня 2020 року село увійшло до Шосткинського району.

## Географія
Село Ржане знаходиться на відстані 2,5 км від сіл Орлівка і Шевченкове. По селу протікає пересихаючий струмок з загатами.